# 普拉德拉
普拉德拉是哥倫比亞的城市，位於該國西部，由考卡山谷省負責管轄，始建於1863年，面積407平方公里，海拔高度1,057米，主要經濟活動是種植甘蔗，2005年人口47,755。
3°25′N 76°10′W / 3.417°N 76.167°W